# Jin (manga)
Jin (jap. JIN-仁-) – manga autorstwa Motoki Murakamiego, publikowana na łamach magazynu „Super Jump” wydawnictwa Shūeisha w latach 2000–2010. Całość została zebrana w 20 tankōbonach, wydawanych od 4 kwietnia 2001 do 4 lutego 2011. 
Seria doczekała się dwóch ekranizacji w postaci serialu telewizyjnego.

## Fabuła
Neurochirurg Jin Minakata ulega wypadkowi po operacji niezidentyfikowanego pacjenta i przenosi się w czasie do okresu Edo. Dzięki spotkaniu z różnymi historycznymi postaciami Jin zakłada małą klinikę o nazwie Jin’yudo i ratuje ludzi cierpiących na choroby i urazy dzięki swoim umiejętnościom medycznym.